# 徐鉞 (弘治進士)
徐鉞（1453年—？），字用寧，湖廣武昌府興國州人，軍籍，明朝政治人物。

## 生平
成化十年（1474年）甲午科湖廣鄉試第五十五名舉人。弘治三年（1490年）中式庚戌科會試第二百五名，三甲第六十六名進士。官肇庆府知府。

## 家族
曾祖徐宗一；祖父徐友貴；父徐政，贈御史。母從氏（封太孺人）。慈侍下。兄徐鏞（知府）。弟徐鈜（贡士）、徐鈺（同科進士）。